# دمای رنگ

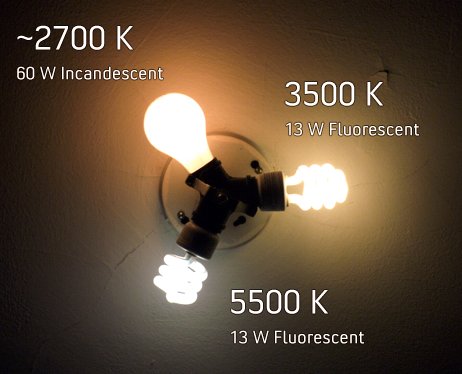
دمای رنگ لامپ‌های برقی

لامپ‌هایی با دمای رنگ تصادفی در لامپ مترو

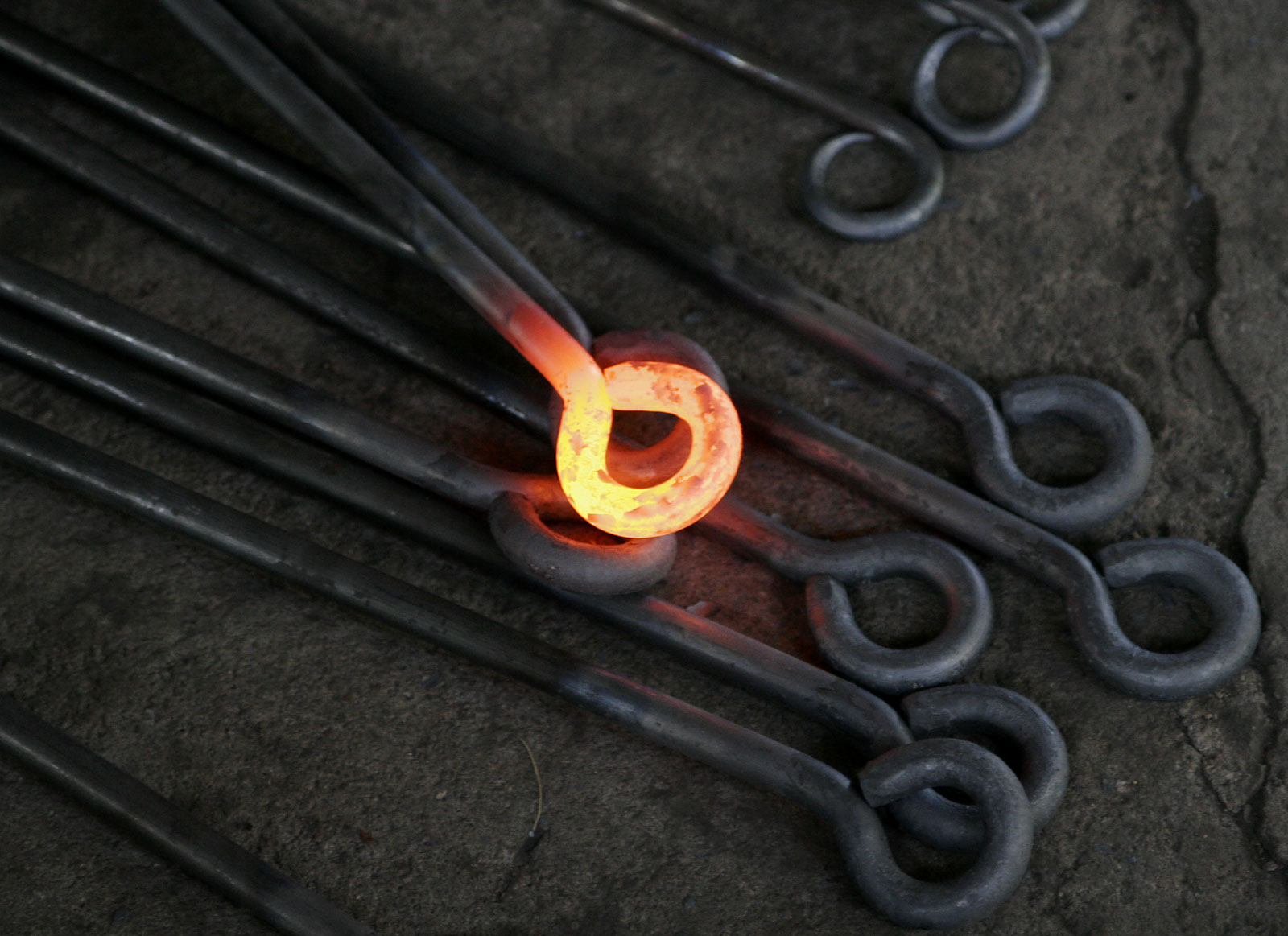
این فلز رشته‌ای تشعشعات قابل مشاهده قابل مقایسه با جسم سیاه از خود ساطع می‌کند: رنگ و شدت آن به دمای آن بستگی دارد.

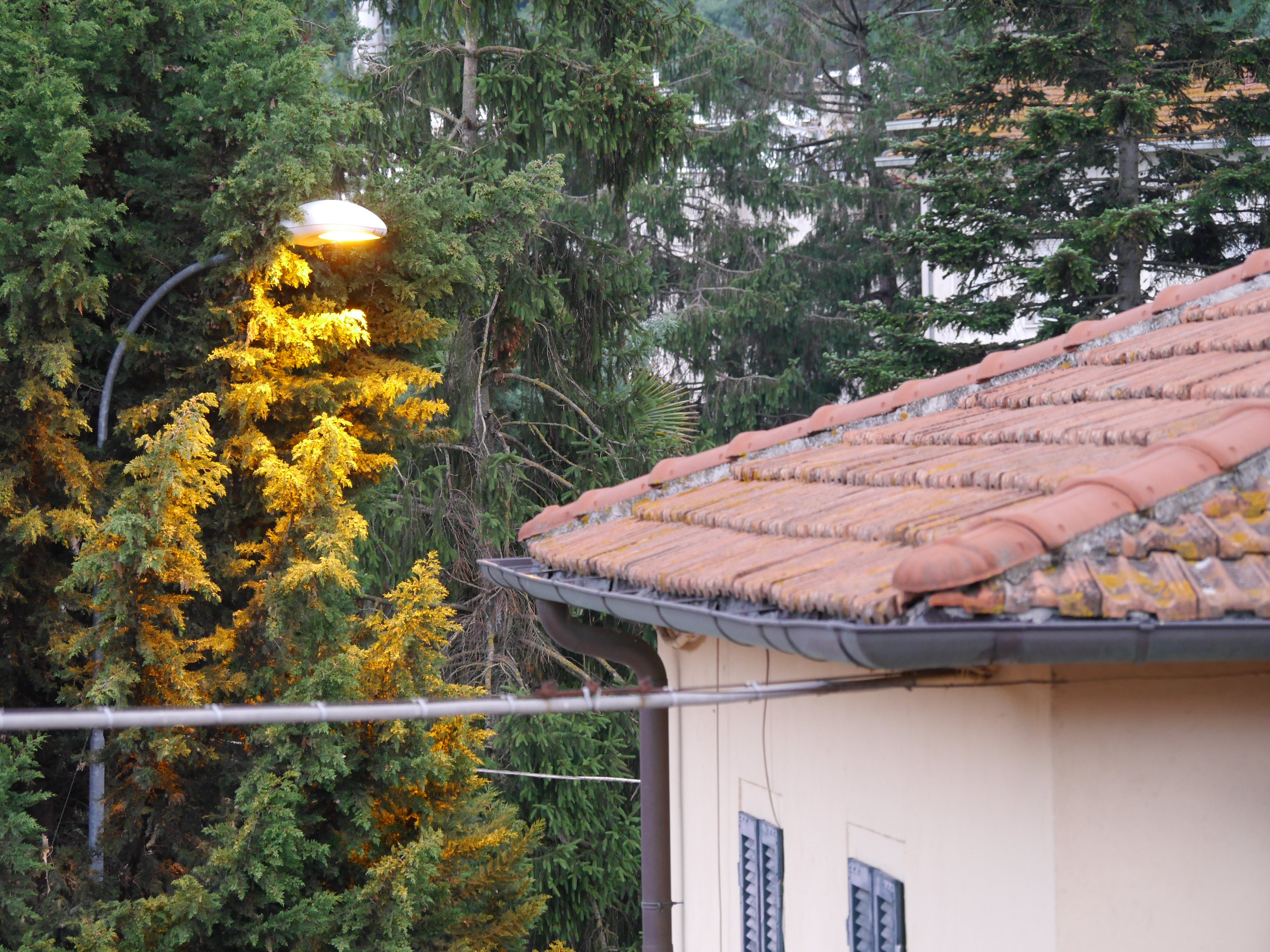
تعادل رنگ سفید روی "نور خورشید" تنظیم شده است

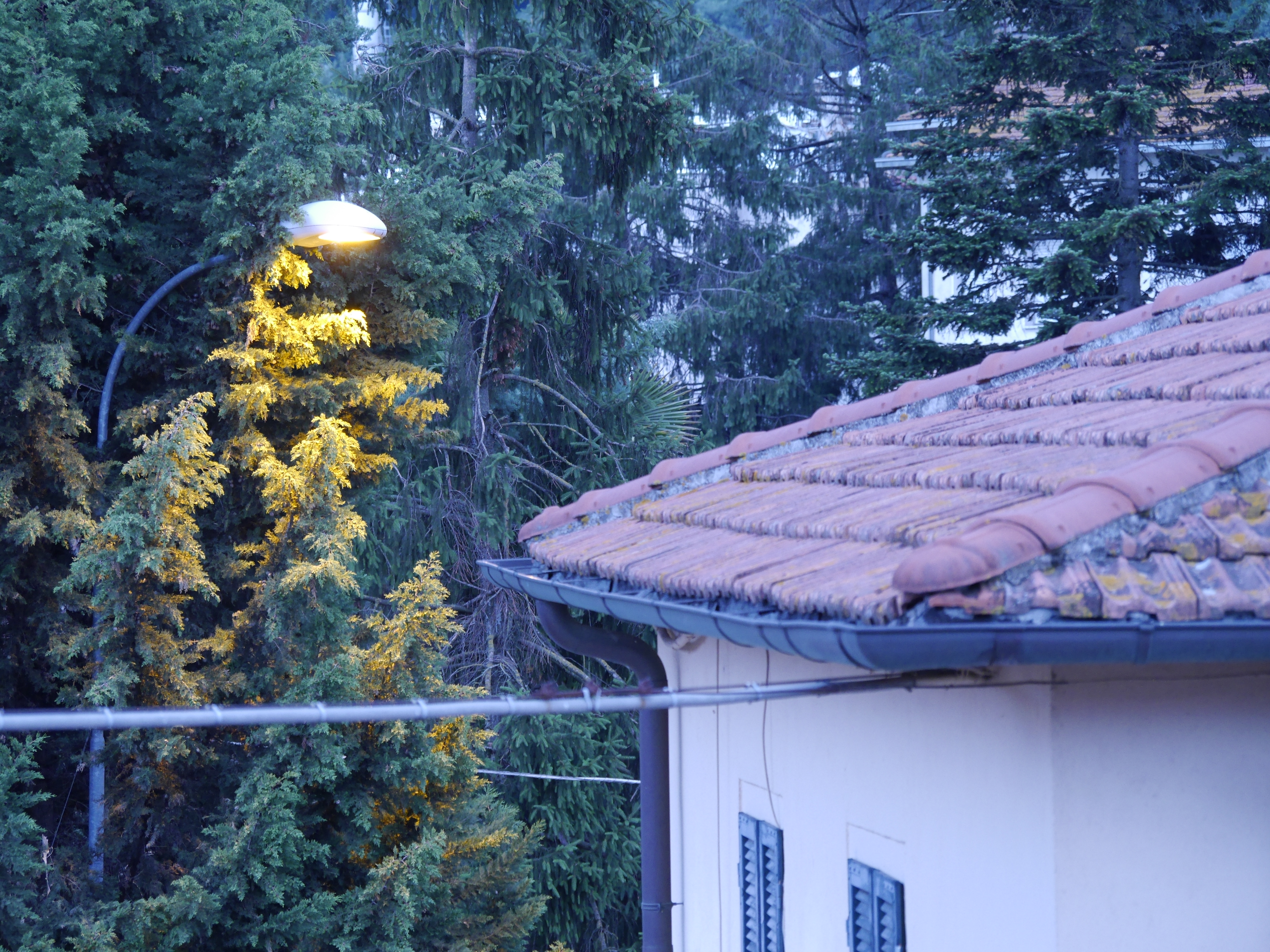
تعادل رنگ سفید روی "نور تنگستن" تنظیم شده است.

هنگامی که جسم سیاهی گرم می‌شود، در دماهای مختلف نورهای متفاوتی ایجاد می‌کند که این نورها تمام طیف مرئی را پوشش می‌دهند. برای مشخّص کردن نورها و رنگ‌ها از دمای جسم سیاهی که آن را تولید می‌کند، استفاده می‌کنند.
نوری که از شیشه منشور می‌گذرد، به لحاظ بستگی ضریب شکست به طول موج یا پاشیدگی مواد، به رنگ‌های تشکیل دهنده آن تجزیه می‌شود، مانند نور سفید که به طیف وسیع هفت رنگ خود تجزیه می‌گردد. طیف نور مرئی نام بخشی از طیفی الکترومغناطیسی است که با چشم انسان قابل رویت و تشخیص است. طول موج طیف مرئی بین ۳۸۰ تا ۷۵۰ نانومتر[۱] و بسامد آن بین ۴۰۰ تا ۷۰۰ تراهرتز است. حساسیت چشم انسان به طول موج‌های مختلف الکترومغناطیسی متفاوت است و بیشترین حساسیت را به طول موج ۰٫۵۵۵ میکرون دارد. چشم انسان حساسیت بالایی نسبت به طول موج دارد به‌طوری‌که در طول موج‌های ۰٫۵۱ میکرون حساسیت چشم به ۵۰٪ کاهش پیدا می‌کند. منحنی حساسیت چشم انسان نسبت به نور مرئی بازگوکننده این است که میزان حساس بودن چشم انسان با گذشت زمان با شرایط محیطی تطبیق یافته‌است. دمای رنگ یا درجه حرارت رنگ که با واحد کلوین سنجیده می‌شود، بیان‌کنندهٔ رنگ نور است.
به عبارتی دیگر به میزان گرمی و سردی طیف منابع نوری؛ درجه حرارت رنگی آن منبع می‌گویند که بر اساس درجه کلوین محاسبه می‌شود، یعنی هر منبع نور دارای درجه حرارت رنگی مخصوص به خود است که به نوعی رنگ طیف‌های مورد پراکنش از آن منبع را تعیین می‌کند و با درجه کلوین نیز سنجیده می‌شود و بر‌خلاف تصور اولیه، دمای رنگ هیچ گونه ارتباطی به دمای واقعی منبع نور ندارد و مربوط به رنگ نور تولید شده توسط لامپ یا چراغ می‌باشد. همچنین هرچه عدد دمای رنگ پایین تر باشد نور حس گرم تری دارد و هرچه بالاتر رود حس سرد تری ایجاد می‌نماید.
در عکاسی و بویژه فیلمبرداری یا تصویربرداری درجه حرارت رنگی منابع نور برای ثبت رنگ اجسام و محیط توسط دوربین بسیار با اهمیت است زیرا چنانچه درجه حرارت رنگی یک منبع نور پایین باشد رنگها به سمت زرد و نارنجی و چنانچه درجه حرارت رنگی منبع نوری بالا باشد رنگ اجسام یا طیف منتشره از همان منبع به سمت آبی یا بنفش متمایل می‌شود.
درجه حرارت رنگی را فیزیکدان معروف بریتانیایی لرد کلوین طی آزمایشی ابداع کرد او برای اینکار یک قطعه فلز کاملاً سیاه تابشگر (black radiator) را بصورت کروی درآورد و درون آن را خالی کرد. سپس بر روی بدنهٔ این فلز تابشگر لوله‌هایی مسی قرار داد تا بتواند آب گرم را بر روی بدنهٔ گوی سیاه به حرکت درآورده و بدنهٔ گوی را گرم کند.
کلوین در مقابل فرورفتگی این حفره نیز دستگاهی بنام اسپکتروفتومتر قرار داد. این دستگاه می‌تواند طول موج‌های متصاعد شده از یک منبع نور را شناسایی و ثبت کند. کلوین با به گردش درآوردن آب گرم بر روی جسم سیاه تابشگر مولکولهای منجمد جسم سیاه را وادار به حرکت کرد و اسپکتروفتومتر نیز طول موج‌های متصاعد شده از گوی سیاه را در هر حرارتی ثبت می‌کرد.
طول موج‌های منتشره از فلز کاملاً سیاه تابشگر عبارت بود از:
قرمز، نارنجی، زرد، سبز، آبی، نیلی، بنفش (هفت طیف رنگین کمان) که باختصار می‌توان آنها را «بناس زنق» نامید.
به‌عبارتی با بالا رفتن درجه حرارت، طیف‌های منتشره از جسم سیاه تابشگر از گرمی به سردی متمایل می‌شدند.
کلوین با فرض اینکه درجه حرارت شیئ سیاه مطلق، منهای ۲۷۳ درجه سانتیگراد باشد (صفر کلوین) با دانستن درجه حرارت منبع آب گرم و تفریق آن دو می‌توانست برای هر طیف یک درجه حرارت رنگی تعریف کند.
بعنوان مثال اگر هنگام تراوش طیف زرد منبع آب گرم ۳۴۷۳ درجهٔ سانتیگراد گرما داشته باشد با تفریق آن از ۲۷۳ درجه به میزان کلوین ۳۲۰۰ درجه می‌رسید لذا حرارت رنگی آن طیف را ۳۲۰۰ درجه کلوین قرار می‌داد.
از آن زمان میزان گرمی یا سردی طیف‌های تراوش شده از منابع نوری را با عددی بیان می‌کنند که همان درجه حرارت رنگی منبع نور بر حسب کلوین است که در لامپ‌های حرفه‌ای تصویربرداری این عدد بر روی لامپ نوشته شده‌است.
هر چه کلوین منابع نور پایین باشد نور متمایل به رنگ گرم (زرد و نارنجی) است و هر چه کلوین منبع نور بالا باشد رنگ منبع به سمت (آبی و بنفش) متمایل می‌شود.
به کلوین ۳۲۰۰ درجه کلوین داخلی و به کلوین ۵۴۰۰ درجه کلوین خارجی می‌گویند.

کلوین نور خورشید که رنگ سفید استاندارد را تولید می‌کند ۵۴۰۰ درجه کلوین است اما این به شرطی است که طیف نور خورشید با زمین زاویه ۴۵ درجه بسازد لذا زمان تابش نور خورشید در رنگ نور آن نیز تأثیر دارد. 

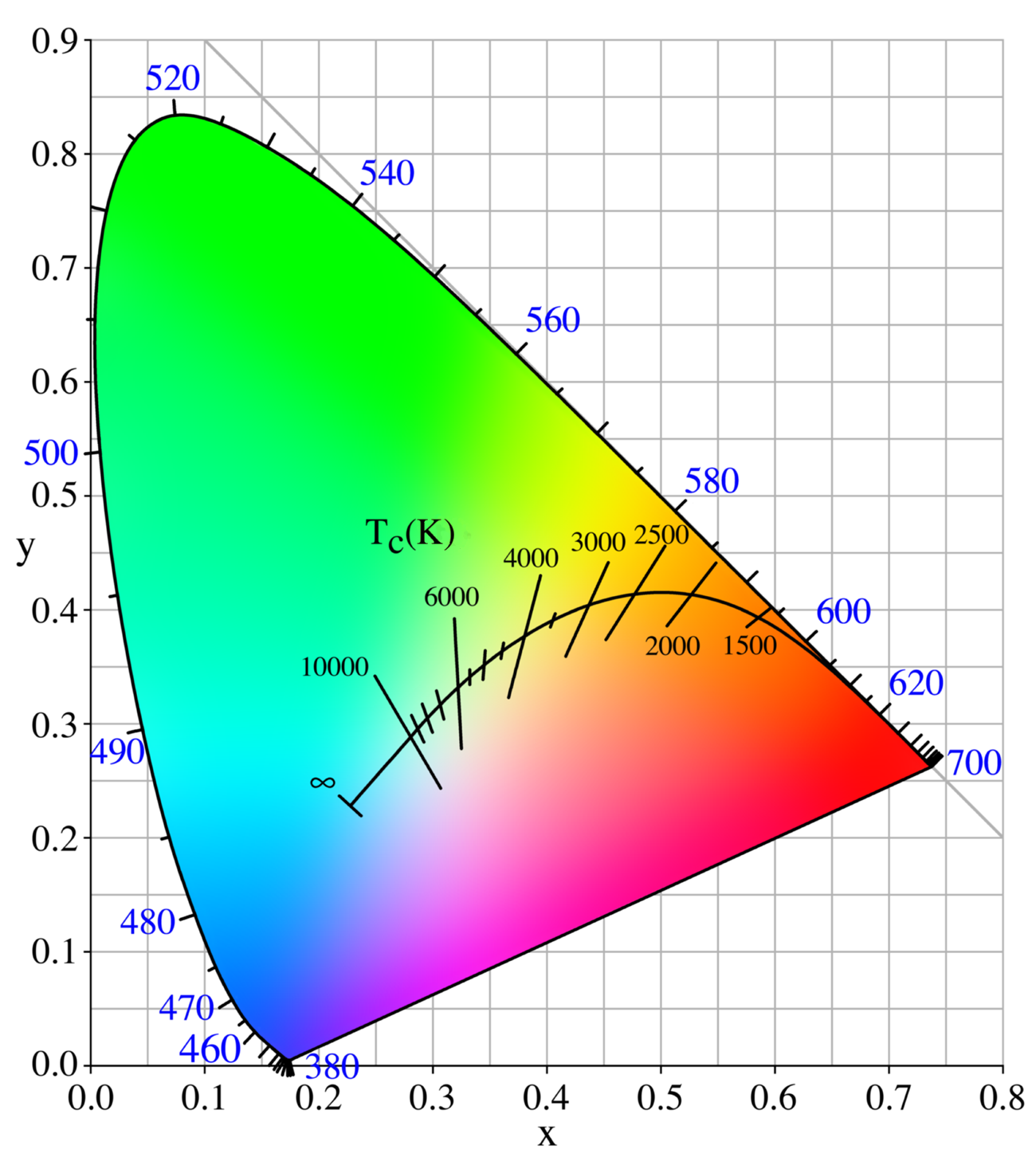

همان‌طور که گفتیم هرچه درجهٔ کلوین بالاتر باشد نور متصاعد شده خنک‌تر و روشن‌تر خواهد بود و به همین نحو درجهٔ کلوین پایین‌تر بیانگر نورهای گرم مانند زرد و قرمز است. لامپهای ۱۴۰۰۰ کلوین به رنگ سفید دیده می‌شود و ۲۰۰۰۰ کلوین به رنگ آبی. تعریف علمی دمای رنگ: اگر جسم سیاه گرم شود، در دماهای مختلف نورهای متفاوتی ایجاد می‌کند و این نورها تمام طیف مرئی را پوشش می‌دهند. برای توضیح این تعریف، رنگ فلز گداخته را در نظر بگیرید. وقتی یک تکه فولاد گداخته می‌شود، در ابتدا رنگ آن قرمز تیره می‌شود. وقتی که گرم‌تر شود، دارای رنگی بین آبی و سفید می‌شود. این پدیده رابطه بین دما و رنگ را نشان می‌دهد. با بالاتر رفتن دما رنگ فلز گداخته به آبی مایل به بنفش تبدیل شده و سرانجام اشعه ماوراء بنفش نامرئی ساطع می‌کند. وقتی قطعه فلز از منبع حرارت دور شود، رنگ آن زرد، سپس نارنجی و قرمز می‌شود؛ بنابراین دمای رنگ بر اساس رنگ تابیده شده از جسمی سیاه در دمای معیین تعریف شده‌است و بر حسب درجه کلوین بیان می‌شود. دمای رنگ بیشتر از ۴۰۰۰ درجه کلوین به عنوان نور سرد و دمای رنگ پایین‌تر از ۳۰۰۰ درجه کلوین به عنوان نور گرم در نظر گرفته می‌شود.

## بیان حس متفاوت از رنگهای گرم و سرد
رنگ‌های گرم: نیمه قرمز چرخه رنگها به عنوان رنگهای «گرم» شناخته می‌شوند که شامل زرد، سبز، قرمز و بنفش می‌باشد. رنگ‌های گرم، محرک سیستم عصبی بوده و احساسات را تشدید می‌کنند. این دسته از رنگ‌ها به وضوح، قابل رویت بوده و موجب جلب توجه می‌گردند. رنگ‌های سرد: نیمه آبی چرخه رنگها به عنوان رنگ‌های «سرد» شناخته شده که شامل آبی، سبز و بنفش می‌باشد. رنگ‌های سرد، رنگ‌های آرامش بخش هستند و هارمونی آن‌ها در محیط‌های مختلف، بیشتر است و زیاد در چشم نیستند. رنگ سفید گرم که به آن آفتابی گفته می‌شود، دمای رنگی بین ۲۷۰۰ تا ۳۰۰۰ درجه کلوین دارد و برای مصرف خانگی مناسب است. هنگام برخورد طیف نور مریی خورشید (رنگهای قرمز، نارنجی، زرد، سبز، آبی، نیلی و بنفش) به سطح شیشه رنگی، شیشه همهٔ رنگ‌ها به جز رنگ اصلی خود را جذب می‌کند و رنگ خود را را عبور می‌دهد؛ مثلاً شیشهٔ زرد رنگ همهٔ طول‌موج‌ها به غیر از رنگ زرد را جذب می‌کند.
تأثیر طول موج‌های مختلف مرئی هم بر میزان بینایی انسان یکسان نیست و طول موج‌های ناحیه زرد-سبز بیشترین و طول موج‌های ناحیه قرمز-آبی کمترین اثر را بر بینایی دارد (قیابکلو، ۴٬۱۳۸۷). بنابراین کاهش عبور نور مریی باید آگاهانه و با توجه به منحنی حساسیت چشم انسان صورت گیرد (قیابکلو، ۲٬۱۳۸۷). شبکیه چشم انسان دارای دو نوع سلول استوانه‌ای و مخروطی است. سلول‌های مخروطی وظیفه شناسایی رنگ‌ها را به عهده دارند که خود شامل سه نوع هستند که هر دسته از آنها به یکی از رنگ‌های پایه قرمز R، سبز G و آبی B حساس می‌باشند.
این حساسیت سلول‌های مخروطی نیز به یک نسبت مساوی نیست بلکه بر اساس فرمول زیر شکل گرفته‌است:
R30%+ 59% g +11%B
همانگونه که از نسبت سلول‌های مخروطی در فرمول بالا مشخص است شبکیه چشم انسان به رنگ سبز حساسیت بیشتری دارد و بر عکس تیره‌ترین رنگ‌ها در شبکیه طیف آبی است.